# Chłopaki nie płaczą (singel Bedoesa)
Chłopaki nie płaczą – singel polskich raperów Bedoesa i Taco Hemingwaya. Utwór pochodzi z drugiego albumu studyjnego Bedoesa, Kwiat polskiej młodzieży. Singel został wydany 12 lutego 2024.
Nagranie otrzymało w Polsce status potrójnej platynowej płyty, przekraczając liczbę 60 tysięcy sprzedanych kopii.

## Geneza utworu i historia wydania
Utwór napisali i skomponowali Borys Przybylski, Filip Szcześniak oraz Jakub Salepa, który również odpowiada za produkcję utworu.
Singel ukazał się w formacie digital download 28 listopada 2018 w Polsce za pośrednictwem wytwórni płytowej SBM Label. Piosenka została umieszczona na drugim albumie studyjnym Beodesa – Kwiat polskiej młodzieży.

## Teledysk
Do utworu powstał teledysk, który udostępniono w dniu premiery singla za pośrednictwem serwisu YouTube.

## Lista utworów
- Digital download[4]

1. „Chłopaki nie płaczą” – 3:31

## Certyfikaty
| Kraj          | Certyfikat         | Sprzedaż |
| ------------- | ------------------ | -------- |
| Polska (ZPAV) | 3× platynowa płyta | 60 000+  |